# 伊万·米丘林
伊凡·弗拉基米诺维奇·米丘林（俄语：Иван Владимирович Мичурин，1855年10月27日—1935年6月7日），俄罗斯园艺学家。
米丘林从1875年开始进行良种选育工作，俄国内战结束后，他的工作得到了列宁的重视。
米丘林去世后，苏联农业院院长、伪科学家李森科将自己提出的一套物种获得性理论命名为“米丘林生物学”。实则这套理论与米丘林没有关系。
李森科的“米丘林生物学”得到了斯大林的支持，李森科借助政治权势打击迫害了大批苏联科学家。
1940年代开始，“米丘林生物学”在中国共产党控制的地区得到提倡，并在1950年代推广至全中国。1955年中国科学界召开庆祝米丘林诞辰100周年大会；但在中苏交恶后，中国大陆又纠正了这一错误。